# МТС 916
МТС 916 — смартфон на ОС Android, производство которого началось в 2010 году в рамках новой линейки телефонов МТС. Выпускается в чёрном и белом исполнении.
МТС 916 представляет собой адаптированный для России и Украины аппарат ZTE Racer X850 китайской компании ZTE, выпускаемый под брендом МТС. Особенностью данной модели является то, что аппарат не настроен исключительно для сетей МТС и может работать в сетях других операторов связи (не относится к МТС Украина). Это первый смартфон бренда МТС, работающий под управлением операционной системы Android.

## Технические характеристики[3]
| Общие характеристики       | Общие характеристики |
| -------------------------- | --- |
| Вес                        | 100 г |
| Размеры                    | 102 мм × 55 мм × 14,5 мм |
| Коммуникации               | |
| Доступ в интернет          | UMTS, HSPA, WiFi |
| Micro-USB                  | есть |
| Bluetooth                  | есть, версия 2.0 |
| SMS                        | есть |
| MMS                        | есть |
| GPS                        | есть |
| A-GPS                      | есть |
| Дисплей                    | |
| Тип дисплея                | цветной TFT-экран, 262K цветов, резистивный                                                                                                   |
| Диагональ                  | 2,8" |
| Размер изображения         | 240 × 320 пикс. |
| Сенсорный                  | да |
| Мультимедийные возможности | |
| Встроенная фотокамера      | 3,2 млн пикселей |
| FM-радио                   | есть (прием c гарнитурой) |
| Разъём для наушников       | 3.5 мм |
| Память                     | |
| Объём встроенной памяти    | 200 МБ, ~160 МБ занято МТС-приложениями |
| Тип карты памяти           | microSD |
| Питание                    | |
| Ёмкость аккумулятора       | 1000 мА·ч (возможность использовать АКБ Nokia BL-5C)                                                                                          |
| Время разговора            | 3,5 ч |
| Время ожидания             | 180 ч в 2G и 200 ч в 3G |
| Программное обеспечение    | |
| Операционная система       | Android 2.1, 2.2 официально, 2.3.7 неофициально CyanogenMod 7.2.0 (стабильная), 3.0 (работа прекращена), 4.0 в разработке (есть beta-версии). |